# اسوالدو ویزکاروندو
اسوالدو ویزکاروندو (اسپانیایی: Oswaldo Vizcarrondo‎؛ زادهٔ ۳۱ مهٔ ۱۹۸۴) یک بازیکن فوتبال اهل ونزوئلا است.

## تیم ملی
وی همچنین در تیم ملی فوتبال ونزوئلا بازی کرده است.